# Maarten Langbroek
Maarten Langbroek (IJmuiden, 17 juli 1918 – Harderwijk, 6 april 1985) was een Nederlands tekenaar, graficus en schilder.

## Leven en werk
Langbroek volgde begin jaren dertig privélessen bij Kees van den Bosch. In 1935 werd hij leerling aan het Amsterdamse Instituut voor Kunstnijverheidsonderwijs, waar hij in 1938 de L.O. akte tekenen haalde. Tijdens de Tweede Wereldoorlog dook hij onder. Na de oorlog werkte hij als illustrator voor diverse uitgeverijen en bedrijven. Langbroek maakte vooral etsen, maar ook aquarellen, met als onderwerp onder andere marines (met schepen van de Rotterdamse rederij Holland-Amerika Lijn en de in Amsterdamse gevestigde Stoomvaart Maatschappij Nederland), stadsgezichten en dieren. Hij was lid de GVN (Grafisch Vormgevers Nederland). Vanaf 1969 was hij naast kunstenaar docent tekenen aan het middelbaar onderwijs.
Langbroek ging in 1981 met pensioen, hij overleed een aantal jaren later op 66-jarige leeftijd. Hij werd begraven op begraafplaats Oostergaarde.